# Wheelchair Tennis Masters
De Wheelchair Tennis Masters zijn twee tennistoernooien voor rolstoeltennissers aan het eind van het seizoen. In het enkelspel is dat het NEC Wheelchair Singles Masters-toernooi voor acht mannen, acht vrouwen en acht quad-spelers. In het dubbelspel is er het ITF Wheelchair Doubles Masters-toernooi voor acht paar mannen, zes paar vrouwen en vier paar quad-spelers.
De toernooien worden beschouwd als de officieuze wereldkampioenschappen van het rolstoeltennis.

## Resultaten enkelspel

### Mannen
| jaar                           | land, stad                          | winnaar                             | verliezend finalist                 | score                               |
| ------------------------------ | ----------------------------------- | ----------------------------------- | ----------------------------------- | ----------------------------------- |
| NEC Wheelchair Singles Masters |                                     |                                     |                                     |                                     |
| 1994                           | Eindhoven                           | Randy Snow                          | Stephen Welch                       | 6-2, 6-4                            |
| 1995                           | Eindhoven                           | Laurent Giammartini                 | Randy Snow                          | 7-5, 4-6, 6-4                       |
| 1996                           | Eindhoven                           | Stephen Welch                       | Laurent Giammartini                 | 6-4, 2-6, 6-4                       |
| 1997                           | Eindhoven                           | Kai Schrameyer                      | Stephen Welch                       | 4-6, 7-5, 6-0                       |
| 1998                           | Eindhoven                           | Ricky Molier                        | Laurent Giammartini                 | 7-5, 7-5                            |
| 1999                           | Eindhoven                           | Robin Ammerlaan                     | Martin Legner                       | 7-5, 6-1                            |
| 2000                           | Amersfoort                          | Robin Ammerlaan                     | Ricky Molier                        | 7-6, 6-1                            |
| 2001                           | Amersfoort                          | Ricky Molier                        | Robin Ammerlaan                     | 6-0, 6-7, 6-1                       |
| 2002                           | Amersfoort                          | David Hall                          | Robin Ammerlaan                     | 2-6, 6-3, 6-4                       |
| 2003                           | Amersfoort                          | Robin Ammerlaan                     | Stephen Welch                       | 6-3, 6-4                            |
| 2004                           | Amersfoort                          | David Hall                          | Michaël Jérémiasz                   | 6-2, 6-4                            |
| 2005                           | Amersfoort                          | Robin Ammerlaan                     | Michaël Jérémiasz                   | 6-2, 6-3                            |
| 2006                           | Amsterdam                           | Robin Ammerlaan                     | Shingo Kunieda                      | 7-6, 7-6                            |
| 2007                           | Amsterdam                           | Robin Ammerlaan                     | Michaël Jérémiasz                   | 7-6, 5-7, 6-0                       |
| 2008                           | Amsterdam                           | Stefan Olsson                       | Robin Ammerlaan                     | 6-3, 4-6, 6-3                       |
| 2009                           | Amsterdam                           | Maikel Scheffers                    | Robin Ammerlaan                     | 2-6, 6-4, 6-2                       |
| 2010                           | Amsterdam                           | Stefan Olsson                       | Stéphane Houdet                     | 6-4, 7-5                            |
| 2011                           | Mechelen                            | Stéphane Houdet                     | Maikel Scheffers                    | 6-4, 7-6                            |
| 2012                           | Mechelen                            | Shingo Kunieda                      | Maikel Scheffers                    | 6-2, 4-6, 6-2                       |
| 2013                           | Mission Viejo                       | Shingo Kunieda                      | Joachim Gérard                      | 6-0, 7-6                            |
| 2014                           | Londen                              | Shingo Kunieda                      | Nicolas Peifer                      | 6-1, 6-1                            |
| 2015                           | Londen                              | Joachim Gérard                      | Shingo Kunieda                      | 7-5, 2-6, 6-3                       |
| 2016                           | Londen                              | Joachim Gérard                      | Gordon Reid                         | 4-6, 6-4, 6-4                       |
| 2017                           | Loughborough                        | Alfie Hewett                        | Gordon Reid                         | 6-3, 6-2                            |
| 2018                           | Orlando                             | Joachim Gérard                      | Shingo Kunieda                      | 6-1, 6-7, 6-3                       |
| 2019                           | Orlando                             | Joachim Gérard                      | Alfie Hewett                        | 6-3, 6-2                            |
| 2020                           | geen toernooi wegens coronapandemie | geen toernooi wegens coronapandemie | geen toernooi wegens coronapandemie | geen toernooi wegens coronapandemie |
| 2021                           | Orlando                             | Alfie Hewett                        | Gustavo Fernández                   | 7-6, 4-6, 6-4                       |
| 2022                           | Oss                                 | Tokito Oda                          | Alfie Hewett                        | 6-4, 6-3                            |
| 2023                           | Barcelona                           | Alfie Hewett                        | Gustavo Fernández                   | 4-6, 6-1, 6-3                       |
| 2024                           | Arnhem                              | Tokito Oda                          | Gordon Reid                         | 2-6, 6-0, 6-2                       |

### Vrouwen
| jaar                           | land, stad                          | winnares                            | verliezend finaliste                | score                               |
| ------------------------------ | ----------------------------------- | ----------------------------------- | ----------------------------------- | ----------------------------------- |
| NEC Wheelchair Singles Masters |                                     |                                     |                                     |                                     |
| 1994                           | Eindhoven                           | Monique Kalkman                     | Chantal Vandierendonck              | 6-1, 6-4                            |
| 1995                           | Eindhoven                           | Monique Kalkman                     | Chantal Vandierendonck              | 6-1, 6-2                            |
| 1996                           | Eindhoven                           | Chantal Vandierendonck              | Daniela Di Toro                     | 6-1, 6-3                            |
| 1997                           | Eindhoven                           | Maaike Smit                         | Monique Kalkman                     | 6-3, 4-6, 7-5                       |
| 1998                           | Eindhoven                           | Esther Vergeer                      | Maaike Smit                         | 6-0, 7-6                            |
| 1999                           | Eindhoven                           | Esther Vergeer                      | Maaike Smit                         | 6-0, 6-1                            |
| 2000                           | Amersfoort                          | Esther Vergeer                      | Djoke van Marum                     | 6-1, 6-3                            |
| 2001                           | Amersfoort                          | Esther Vergeer                      | Maaike Smit                         | 6-2, 6-3                            |
| 2002                           | Amersfoort                          | Esther Vergeer                      | Sonja Peters                        | 4-6, 6-4, 7-6                       |
| 2003                           | Amersfoort                          | Esther Vergeer                      | Sharon Walraven                     | 6-1, 6-3                            |
| 2004                           | Amersfoort                          | Esther Vergeer                      | Jiske Griffioen                     | 6-2, 6-0                            |
| 2005                           | Amersfoort                          | Esther Vergeer                      | Florence Gravellier                 | 6-4, 6-2                            |
| 2006                           | Amsterdam                           | Esther Vergeer                      | Sharon Walraven                     | 6-1, 6-2                            |
| 2007                           | Amsterdam                           | Esther Vergeer                      | Korie Homan                         | 6-3, 6-4                            |
| 2008                           | Amsterdam                           | Esther Vergeer                      | Korie Homan                         | 6-2, 3-6, 6-0                       |
| 2009                           | Amsterdam                           | Esther Vergeer                      | Korie Homan                         | 2-6, 7-6, 6-2                       |
| 2010                           | Amsterdam                           | Esther Vergeer                      | Daniela Di Toro                     | 6-2, 6-1                            |
| 2011                           | Mechelen                            | Esther Vergeer                      | Aniek van Koot                      | 6-1, 6-2                            |
| 2012                           | Mechelen                            | Jiske Griffioen                     | Aniek van Koot                      | 6-2, 6-2                            |
| 2013                           | Mission Viejo                       | Yui Kamiji                          | Jiske Griffioen                     | 7-6, 3-6, 6-4                       |
| 2014                           | Londen                              | Aniek van Koot                      | Jiske Griffioen                     | 3-6, 6-4, 6-1                       |
| 2015                           | Londen                              | Jiske Griffioen                     | Sabine Ellerbrock                   | 6-2, 6-2                            |
| 2016                           | Londen                              | Jiske Griffioen                     | Yui Kamiji                          | 6-4, 6-4                            |
| 2017                           | Loughborough                        | Diede de Groot                      | Yui Kamiji                          | 7-5, 6-4                            |
| 2018                           | Orlando                             | Diede de Groot                      | Yui Kamiji                          | 6-3, 7-5                            |
| 2019                           | Orlando                             | Diede de Groot                      | Yui Kamiji                          | 6-2, 6-3                            |
| 2020                           | geen toernooi wegens coronapandemie | geen toernooi wegens coronapandemie | geen toernooi wegens coronapandemie | geen toernooi wegens coronapandemie |
| 2021                           | Orlando                             | Diede de Groot                      | Yui Kamiji                          | 6-3, 2-6, 6-2                       |
| 2022                           | Oss                                 | Diede de Groot                      | Yui Kamiji                          | 6-2, 6-2                            |
| 2023                           | Barcelona                           | Diede de Groot                      | Yui Kamiji                          | 1-6, 6-1, 6-4                       |
| 2024                           | Arnhem                              | Yui Kamiji                          | Aniek van Koot                      | 0-6, 6-4, 6-4                       |

### Quads
| jaar                           | land, stad                          | winnaar                             | verliezend finalist                 | score                               |
| ------------------------------ | ----------------------------------- | ----------------------------------- | ----------------------------------- | ----------------------------------- |
| NEC Wheelchair Singles Masters |                                     |                                     |                                     |                                     |
| 2004                           | Amersfoort                          | David Wagner                        | Bas van Erp                         | 6-2, 6-3                            |
| 2005                           | Amersfoort                          | David Wagner                        | Nick Taylor                         | 6-2, 6-1                            |
| 2006                           | Amsterdam                           | Peter Norfolk                       | David Wagner                        | 6-2, 6-2                            |
| 2007                           | Amsterdam                           | David Wagner                        | Peter Norfolk                       | 6-1, 3-6, 6-2                       |
| 2008                           | Amsterdam                           | David Wagner                        | Johan Andersson                     | 6-4, 6-1                            |
| 2009                           | Amsterdam                           | Peter Norfolk                       | David Wagner                        | 6-2, 7-5                            |
| 2010                           | Amsterdam                           | Peter Norfolk                       | David Wagner                        | 6-3, 7-6                            |
| 2011                           | Mechelen                            | Noam Gershony                       | Andy Lapthorne                      | 0-6, 6-3, 7-5                       |
| 2012                           | Mechelen                            | David Wagner                        | Andy Lapthorne                      | 6-4, 6-2                            |
| 2013                           | Mission Viejo                       | David Wagner                        | Lucas Sithole                       | 0-6, 6-2, 6-2                       |
| 2014                           | Londen                              | David Wagner                        | Dylan Alcott                        | 6-4, 7-5                            |
| 2015                           | Londen                              | David Wagner                        | Lucas Sithole                       | 7-6, 6-4                            |
| 2016                           | Londen                              | David Wagner                        | Itay Erenlib                        | 6-4, 6-1                            |
| 2017                           | Loughborough                        | David Wagner                        | Andy Lapthorne                      | 6-1, 6-2                            |
| 2018                           | Orlando                             | Dylan Alcott                        | Andy Lapthorne                      | 3-6, 7-5, 6-4                       |
| 2019                           | Orlando                             | David Wagner                        | Niels Vink                          | 6-3, 6-4                            |
| 2020                           | geen toernooi wegens coronapandemie | geen toernooi wegens coronapandemie | geen toernooi wegens coronapandemie | geen toernooi wegens coronapandemie |
| 2021                           | Orlando                             | Niels Vink                          | Sam Schröder                        | 4-6, 7-6, 6-4                       |
| 2022                           | Oss                                 | Sam Schröder                        | Niels Vink                          | 6-3, 6-0                            |
| 2023                           | Barcelona                           | Niels Vink                          | Sam Schröder                        | 6-4, 6-2                            |
| 2024                           | Arnhem                              | Niels Vink                          | Sam Schröder                        | 4-6, 6-3, 6-4                       |

## Dubbelspel

### Mannen
| jaar                                | land, stad                          | winnaars                              | verliezend finalisten                 | score                               |
| ----------------------------------- | ----------------------------------- | ------------------------------------- | ------------------------------------- | ----------------------------------- |
| NEC Wheelchair Tennis Masters       |                                     |                                       |                                       |                                     |
| 2000                                | Amsterdam                           | Ricky Molier Stephen Welch            | Robin Ammerlaan Eric Stuurman         | 6-3, 6-1                            |
| 2001                                | Amsterdam                           | Miroslav Brychta Martin Legner        | Tadeusz Kruszelnicki Jayant Mistry    | 6-3, 6-2                            |
| Camozzi Wheelchair Doubles Masters  |                                     |                                       |                                       |                                     |
| 2002                                | Tremosine                           | Kai Schrameyer Stephen Welch          | Martin Legner Satoshi Saida           | 3-6, 6-4, 6-2                       |
| 2003                                | Tremosine                           | Martin Legner Satoshi Saida           | Michaël Jérémiasz Jayant Mistry       | 6-3, 7-6                            |
| 2004                                | Brescia                             | Martin Legner Satoshi Saida           | Michaël Jérémiasz Jayant Mistry       | 6-1, 3-6, 6-3                       |
| 2005                                | Brescia                             | Michaël Jérémiasz Jayant Mistry       | Martin Legner Satoshi Saida           | 6-1, 6-2                            |
| 2006                                | Brescia                             | Maikel Scheffers Ronald Vink          | Michaël Jérémiasz Jayant Mistry       | 6-2, 3-6, 6-3                       |
| 2007                                | Brescia                             | Stéphane Houdet Michaël Jérémiasz     | Maikel Scheffers Ronald Vink          | 2-6, 6-4, 6-2                       |
| 2008                                | Brescia                             | Stefan Olsson Peter Vikström          | Maikel Scheffers Ronald Vink          | 6-4, 2-6, 7-5                       |
| 2009                                | Brescia                             | Maikel Scheffers Ronald Vink          | Robin Ammerlaan Stéphane Houdet       | 6-1, 3-6, 6-0                       |
| 2010                                | Brescia                             | Maikel Scheffers Ronald Vink          | Robin Ammerlaan Stéphane Houdet       | 7-6, 6-4                            |
| Invacare Wheelchair Doubles Masters |                                     |                                       |                                       |                                     |
| 2011                                | Amsterdam                           | Tom Egberink Michaël Jérémiasz        | Robin Ammerlaan Stéphane Houdet       | 6-4, 6-2                            |
| 2012                                | Amsterdam                           | Stéphane Houdet Shingo Kunieda        | Gordon Reid Ronald Vink               | 6-7, 6-1, 6-2                       |
| 2013                                | Mission Viejo                       | Stéphane Houdet Gordon Reid           | Michaël Jérémiasz Nicolas Peifer      | 6-3, 6-3                            |
| 2014                                | Mission Viejo                       | Joachim Gérard Stéphane Houdet        | Michaël Jérémiasz Gordon Reid         | 6-4, 6-1                            |
| 2015                                | Mission Viejo                       | Michaël Jérémiasz Gordon Reid         | Joachim Gérard Stéphane Houdet        | 6-1, 6-4                            |
| UNIQLO Wheelchair Doubles Masters   |                                     |                                       |                                       |                                     |
| 2016                                | Mission Viejo                       | Stéphane Houdet Nicolas Peifer        | Gustavo Fernández Joachim Gérard      | 2-6, 6-2, 7-5                       |
| 2017                                | Bemmel                              | Alfie Hewett Gordon Reid              | Stéphane Houdet Nicolas Peifer        | 1-6, 6-4, 7-5                       |
| 2018                                | Bemmel                              | Stéphane Houdet Nicolas Peifer        | Joachim Gérard Stefan Olsson          | 1-6, 6-3, 7-6                       |
| 2019                                | Orlando                             | Stéphane Houdet Nicolas Peifer        | Joachim Gérard Stefan Olsson          | 6-1, 6-2                            |
| 2020                                | geen toernooi wegens coronapandemie | geen toernooi wegens coronapandemie   | geen toernooi wegens coronapandemie   | geen toernooi wegens coronapandemie |
| 2021                                | Orlando                             | Alfie Hewett Gordon Reid              | Stéphane Houdet Nicolas Peifer        | 6-4, 6-1                            |
| ITF Wheelchair Doubles Masters      |                                     |                                       |                                       |                                     |
| 2022                                | Oss                                 | Martín de la Puente Gustavo Fernández | Tom Egberink Ruben Spaargaren         | 6-1, 6-2                            |
| 2023                                | Barcelona                           | Alfie Hewett Gordon Reid              | Martín de la Puente Gustavo Fernández | 3-6, 6-2, [10-6]                    |
| UNIQLO Wheelchair Doubles Masters   |                                     |                                       |                                       |                                     |
| 2024                                | Arnhem                              | Martín de la Puente Joachim Gérard    | Alfie Hewett Gordon Reid              | 6-4, 6-2                            |

### Vrouwen
| jaar                                | land, stad                          | winnaressen                         | verliezend finalistes                | score                               |
| ----------------------------------- | ----------------------------------- | ----------------------------------- | ------------------------------------ | ----------------------------------- |
| NEC Wheelchair Tennis Masters       |                                     |                                     |                                      |                                     |
| 2000                                | Amersfoort                          | Daniela Di Toro Maaike Smit         | Sonja Peters Esther Vergeer          | 6-4, 6-4                            |
| 2001                                | Amersfoort                          | Maaike Smit Esther Vergeer          | Betty Klave Djoke van Marum          | 7-5, 7-5                            |
| Camozzi Wheelchair Doubles Masters  |                                     |                                     |                                      |                                     |
| 2002                                | Tremosine                           | Maaike Smit Esther Vergeer          | Betty Klave Djoke van Marum          | 7-6, 6-3                            |
| 2003                                | Tremosine                           | Maaike Smit Esther Vergeer          | Jiske Griffioen Sharon Walraven      | 6-2, 6-2                            |
| 2004                                | Brescia                             | Jiske Griffioen Korie Homan         | Brigitte Ameryckx Sharon Walraven    | 6-4, 6-2                            |
| 2005                                | Bergamo                             | Jiske Griffioen Esther Vergeer      | Florence Gravellier Maaike Smit      | 6-1, 6-2                            |
| 2006                                | Bergamo                             | Jiske Griffioen Esther Vergeer      | Korie Homan Lucy Shuker              | 6-3, 6-3                            |
| 2007                                | Bergamo                             | Jiske Griffioen Esther Vergeer      | Korie Homan Maaike Smit              | 6-3, 6-3                            |
| 2008                                | Bergamo                             | Jiske Griffioen Esther Vergeer      | Florence Gravellier Lucy Shuker      | 6-3, 6-0                            |
| 2009                                | Bergamo                             | Korie Homan Esther Vergeer          | Jiske Griffioen Aniek van Koot       | 7-6, 6-4                            |
| 2010                                | Bergamo                             | Aniek van Koot Sharon Walraven      | Lucy Shuker Jordanne Whiley          | 7-5, 6-3                            |
| Invacare Wheelchair Doubles Masters |                                     |                                     |                                      |                                     |
| 2011                                | Amsterdam                           | Esther Vergeer Sharon Walraven      | Jiske Griffioen Aniek van Koot       | 3-6, 7-5, 6-4                       |
| 2012                                | Amsterdam                           | Jiske Griffioen Aniek van Koot      | Sabine Ellerbrock Yui Kamiji         | 6-0, 6-3                            |
| 2013                                | Mission Viejo                       | Yui Kamiji Jordanne Whiley          | Sabine Ellerbrock Kgothatso Montjane | 6-4, 6-1                            |
| 2014                                | Mission Viejo                       | Yui Kamiji Jordanne Whiley          | Louise Hunt Katharina Krüger         | 6-2, 6-1                            |
| 2015                                | Mission Viejo                       | Jiske Griffioen Aniek van Koot      | Yui Kamiji Jordanne Whiley           | 7-6, 6-4                            |
| UNIQLO Wheelchair Doubles Masters   |                                     |                                     |                                      |                                     |
| 2016                                | Mission Viejo                       | Diede de Groot Lucy Shuker          | Louise Hunt Dana Mathewson           | 6-3, 4-6, 6-4                       |
| 2017                                | Bemmel                              | Marjolein Buis Diede de Groot       | Sabine Ellerbrock Aniek van Koot     | 6-2, 6-4                            |
| 2018                                | Bemmel                              | Marjolein Buis Aniek van Koot       | Louise Hunt Dana Mathewson           | 6-3, 6-1                            |
| 2019                                | Orlando                             | Diede de Groot Aniek van Koot       | Lucy Shuker Jordanne Whiley          | 6-2, 6-2                            |
| 2020                                | geen toernooi wegens coronapandemie | geen toernooi wegens coronapandemie | geen toernooi wegens coronapandemie  | geen toernooi wegens coronapandemie |
| 2021                                | Orlando                             | Diede de Groot Aniek van Koot       | Momoko Ohtani Zhu Zhenzhen           | 6-3, 6-3                            |
| ITF Wheelchair Doubles Masters      |                                     |                                     |                                      |                                     |
| 2022                                | Oss                                 | Diede de Groot Aniek van Koot       | Jiske Griffioen Momoko Ohtani        | 6-0, 6-4                            |
| 2023                                | Barcelona                           | Yui Kamiji Kgothatso Montjane       | Diede de Groot Jiske Griffioen       | 6-2, 6-1                            |
| UNIQLO Wheelchair Doubles Masters   |                                     |                                     |                                      |                                     |
| 2024                                | Arnhem                              | Jiske Griffioen Aniek van Koot      | Wang Ziying Zhu Zhenzhen             | 6-1, 6-1                            |

### Quads
| jaar                                | land, stad                          | winnaars                            | verliezend finalisten                       | score                               |
| ----------------------------------- | ----------------------------------- | ----------------------------------- | ------------------------------------------- | ----------------------------------- |
| Camozzi Wheelchair Doubles Masters  |                                     |                                     |                                             |                                     |
| 2003                                | Tremosine                           | Sarah Hunter Peter Norfolk          | Rick Draney David Wagner                    | 6-4, 6-1                            |
| 2004                                | Brescia                             | Sarah Hunter Peter Norfolk          | Giuseppe Polidori Antonio Raffaele          | 6-1, 6-3, default                   |
| 2005                                | Bergamo                             | Nick Taylor David Wagner            | Giuseppe Polidori Antonio Raffaele          | 6-3, 6-7, 7-5                       |
| 2006                                | Bergamo                             | Nick Taylor David Wagner            | Monique de Beer Dorrie Timmermans-Van Hall  | 6-2, 6-2                            |
| 2007                                | Bergamo                             | Nick Taylor David Wagner            | Johan Andersson Christer Jansson            | 6-4, 7-6                            |
| 2008                                | Bergamo                             | Johan Andersson Bas van Erp         | Nick Taylor David Wagner                    | 6-3, 2-6, 3-6                       |
| 2009                                | Bergamo                             | Nick Taylor David Wagner            | Shraga Weinberg Dorrie Timmermans-Van Hall  | 6-1, 6-0                            |
| 2010                                | Bergamo                             | Andy Lapthorne Peter Norfolk        | Nick Taylor David Wagner                    | 4-6, 6-1, 6-3                       |
| Invacare Wheelchair Doubles Masters |                                     |                                     |                                             |                                     |
| 2011                                | Amsterdam                           | Nick Taylor David Wagner            | Antonio Raffaele Dorrie Timmermans-Van Hall | 7-5, 6-4                            |
| 2012                                | Amsterdam                           | Nick Taylor David Wagner            | Antonio Raffaele Shraga Weinberg            | 6-1, 6-4                            |
| 2013                                | Mission Viejo                       | Nick Taylor David Wagner            | Greg Hasterok Sarah Hunter                  | 6-1, 6-3                            |
| 2014                                | Mission Viejo                       | Nick Taylor David Wagner            | Jamie Burdekin Andy Lapthorne               | 6-4, 4-6, 6-3                       |
| 2015                                | Mission Viejo                       | Nick Taylor David Wagner            | Jamie Burdekin Andy Lapthorne               | 6-4, 3-6, 6-3                       |
| UNIQLO Wheelchair Doubles Masters   |                                     |                                     |                                             |                                     |
| 2016                                | Mission Viejo                       | Antony Cotterill Andy Lapthorne     | Nick Taylor David Wagner                    | 7-5, 1-6, 6-3                       |
| 2017                                | Bemmel                              | Nick Taylor David Wagner            | Antony Cotterill Andy Lapthorne             | 6-4, 6-3                            |
| 2018                                | Bemmel                              | Nick Taylor David Wagner            | Antony Cotterill Andy Lapthorne             | 6-4, 7-6                            |
| 2019                                | Orlando                             | Heath Davidson Niels Vink           | Kim Kyu-seung Koji Sugeno                   | 4-6, 7-5, 6-2                       |
| 2020                                | geen toernooi wegens coronapandemie | geen toernooi wegens coronapandemie | geen toernooi wegens coronapandemie         | geen toernooi wegens coronapandemie |
| 2021                                | Orlando                             | Sam Schröder Niels Vink             | Nick Taylor David Wagner                    | 6-0, 6-1                            |
| ITF Wheelchair Doubles Masters      |                                     |                                     |                                             |                                     |
| 2022                                | Oss                                 | Sam Schröder Niels Vink             | Heath Davidson Robert Shaw                  | 6-1, 6-0                            |
| 2023                                | Barcelona                           | Sam Schröder Niels Vink             | Heath Davidson Robert Shaw                  | 6-1, 6-1                            |
| UNIQLO Wheelchair Doubles Masters   |                                     |                                     |                                             |                                     |
| 2024                                | Arnhem                              | Sam Schröder Niels Vink             | Guy Sasson David Wagner                     | 6-3, 6-0                            |

1994 · 1995 · 1996 · 1997 · 1998 · 1999 · 2000 · 2001 · 2002 · 2003 · 2004  · 2005 · 2006 · 2007 · 2008 · 2009 · 2010 · 2011 · 2012 · 2013 · 2014 · 2015 · 2016 · 2017 · 2018 · 2019 · 2020 · 2021 · 2022 · 2023 · 2024